# Palazzo Trevisan
Il palazzo Trevisan è un palazzo edificato nel XVI secolo a Murano, comune di Venezia, e anticamente appartenuto ai Trevisan "di Santa Sofia" (ramo cadetto dei Trevisan detti dalle Mezze Trezze, ma aggregato al patriziato solo nel XVII secolo). Non si conosce con esattezza l'architetto ma lo stile ricalca quello di Andrea Palladio; alcuni autori lo attribuiscono a Michele Sammicheli. Degli affreschi che decoravano la facciata, probabile opera dei pittori Giovanni Battista Zelotti e Battista del Moro, oggi poco rimane.
Anche l'interno, dipinto in gran parte da Paolo Veronese, versa in cattive condizioni e molti affreschi sono oramai andati irrimediabilmente perduti. Uno dei pochi sopravvissuti è proprio un'opera del Veronese, Le Sette Divinità Planetarie (conosciuto anche come Trionfo degli Dei), oggi conservato al Museo del Louvre di Parigi, in cui il pittore raffigura molti dei dell'Olimpo: Venere, Crono, Giove, Apollo e Giunone.